# Charles Aznavour
Charles Aznavour, pseudoniem van Chahnour Varinag Aznavourian (Armeens: Շահնուր Վաղինակ Ազնավուրյան), (Parijs, 22 mei 1924 – Mouriès, 1 oktober 2018) was een Franse zanger, componist, liedjesschrijver en acteur van Armeense afkomst, die vanaf 2008 ook de Armeense nationaliteit had.

## Leven

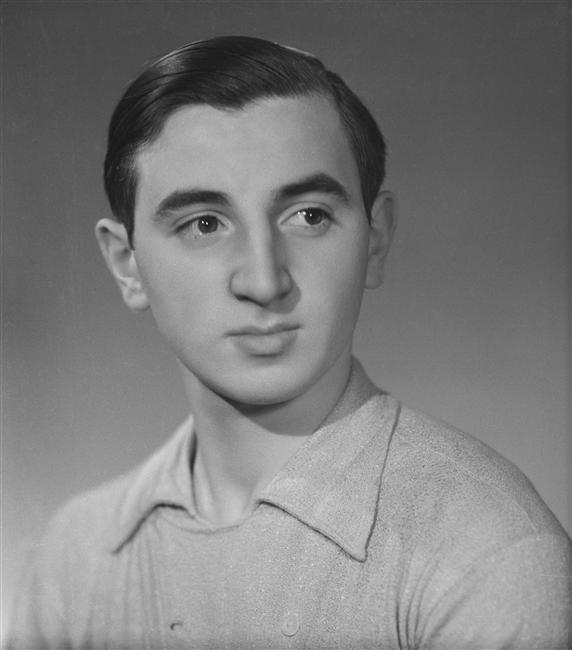
Charles Aznavour in 1941

Aznavour werd geboren in 1924 als zoon van Micha Aznavourian, een in Georgië geboren Armeniër en Knar Baghdassarian, een in Smyrna (nu İzmir) opgegroeide Armeense. Zijn ouders verbleven, in afwachting van een visum voor de Verenigde Staten, op doorreis in Parijs, maar vestigden zich in die stad na zijn geboorte. Zijn vader trad als zanger op in restaurants en opende later zelf een Kaukasisch restaurant.

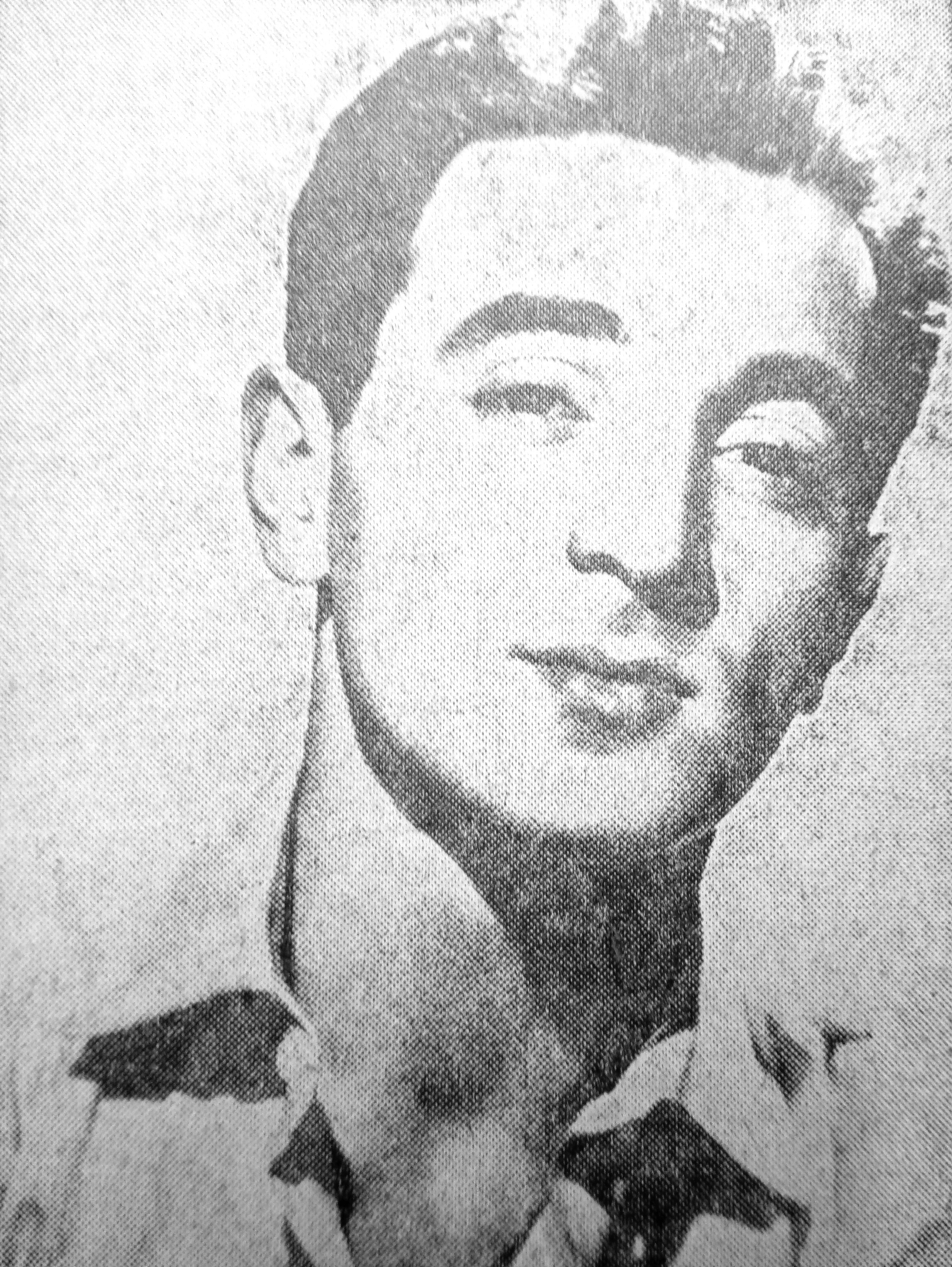
Aznavour in 1956

Aznavour trouwde drie keer: in 1946 met Micheline Rugel, in 1956 met Evelyn Plessis en in 1967 met de meer dan 20 jaar jongere Zweedse Ulla Thorsell. Uit zijn huwelijken zijn vier kinderen geboren: Séda (1947), Katia (1969), Mischa (1972) en Nicolas (1977). Daarnaast had Aznavour een buitenechtelijke zoon Patrick (1951). Deze zoon overleed op 25-jarige leeftijd aan overmatig drugsgebruik.
Met zijn vrouw Ulla woonde hij zes maanden per jaar in Zuid-Frankrijk en de rest van het jaar in Genève in Zwitserland. In Saint-Sulpice, aan het Meer van Genève, lieten ze in 2012 een nieuw huis bouwen.
In december 2008 werd hem het Armeense staatsburgerschap toegekend.
Charles Aznavour overleed op 1 oktober 2018 op 94-jarige leeftijd.

## Werk
Al vroeg introduceerden Aznavours artistieke ouders hem in de wereld van het theater. Op negenjarige leeftijd begon Chahnour (Charles) met acteren en dansen. In de jaren veertig vormde hij samen met Pierre Roche een muzikaal duo en spoedig koos hij de podiumnaam Aznavour.
Aznavour is een van de bekendste Franse zangers. Van hem zijn in de loop van zijn carrière 180 miljoen platen verkocht. Hij heeft opgetreden in Carnegie Hall en andere belangrijke zalen in de wereld. Hij wordt vaak omschreven als de 'Frank Sinatra van Frankrijk'. Hij bracht meer dan honderd albums uit en speelde in zestig films. Hij heeft meer dan duizend liederen en musicals geschreven waarvoor hij veelal zelf de muziek componeerde. Bijna al zijn liederen gaan over de liefde.
Zijn grote doorbraak kwam toen de zangeres Édith Piaf hem hoorde zingen en hem op tournee meenam door Frankrijk en de VS. Daarna ging de reis naar Quebec, waar het grote succes hem wachtte: veertig weken lang mocht hij in enkele clubs spelen, met elf shows per week. In 1953 brak Charles, beïnvloed door Piaf, met Roche.
In 2002 speelde Aznavour in de film Ararat, waarin hij Edward Saroyan, een filmregisseur, speelde.
In 2009 werd hij ambassadeur van Armenië in Zwitserland.
De Nederlandse televisiemaker en producent Ivo Niehe sprak hem op 17 november 2013 in de TROS TV Show. Op 14 en 15 december 2013 trad Aznavour op in de Heineken Music Hall en in januari 2016 opnieuw. Op 3 maart 2018 gaf hij (op 93-jarige leeftijd) opnieuw een optreden in dezelfde, inmiddels tot AFAS Live hernoemde, hal.
Aznavour zong in verschillende talen: Frans, Engels, Duits, Spaans, Italiaans, Portugees, Russisch en Armeens. In 2017 nam hij, samen met de Algerijnse zanger Idir, bovendien een versie van La bohème in het Kabylisch op.

## Onderscheidingen
- In 1960 won Aznavour de Étoile de Cristal (Kristallen Ster) voor beste Franse mannelijke acteur.
- In 1993 werd hij benoemd tot Buitengewoon Ambassadeur van Armenië.
- Vier jaar later werd hij (vanwege "buitengewone verdiensten") Officier in het Franse Legioen van Eer.
- In 1996 werd Aznavour toegevoegd aan de Songwriters Hall of Fame.
- Op 16 november 2015 werd hij benoemd tot commandeur in de Belgische Kroonorde door minister van Buitenlandse Zaken Didier Reynders.[3]
- In 2017 kreeg hij een ster op de Hollywood Walk of Fame. Bij de onthulling hiervan zei hij: "Ik ben Frans en Armeens, die twee zijn met elkaar verbonden als koffie en melk. Het is fantastisch om twee culturen mee te dragen".

## Discografie

### Albums
| Album met eventuele hitnotering(en) in de Nederlandse Album Top 100 | Datum van verschijnen | Datum van binnenkomst | Hoogste positie | Aantal weken | Opmerkingen   |
| ------------------------------------------------------------------- | --------------------- | --------------------- | --------------- | ------------ | ------------- |
| Tapestry of dreams                                                  | 1974                  | 19-10-1974            | 10              | 7            |               |
| Les grands succes                                                   | 1976                  | 17-04-1976            | 18              | 1            | Verzamelalbum |
| For me... formidable                                                | 1980                  | 14-06-1980            | 23              | 4            | Verzamelalbum |
| Aznavour                                                            | 1990                  | 25-08-1990            | 55              | 5            | Verzamelalbum |
| Greatest hits and more (50 Years d'amour)                           | 1996                  | 30-11-1996            | 33              | 11           | Verzamelalbum |
| Het beste van Charles Aznavour                                      | 2002                  | 05-01-2002            | 13              | 41           | Verzamelalbum |
| Duos                                                                | 05-12-2008            | 24-01-2009            | 82              | 2            |               |
| Het allerbeste van                                                  | 25-10-2010            | 22-01-2011            | 3               | 69           | Verzamelalbum |
| She - The best of - 20 great songs in English                       | 2013                  | 23-11-2013            | 80              | 1            | Verzamelalbum |
| Encores                                                             | 2015                  | 16-05-2015            | 89              | 1            |               |
| Collected                                                           | 2016                  | 27-02-2016            | 57              | 3            | Verzamelalbum |

| Album met hitnotering(en) in de Vlaamse Ultratop 200 albums | Datum van verschijnen | Datum van binnenkomst | Hoogste positie | Aantal weken | Opmerkingen                           |
| ----------------------------------------------------------- | --------------------- | --------------------- | --------------- | ------------ | ------------------------------------- |
| Christmas in Vienna III                                     | 1995                  | 30-12-1995            | 39              | 3            | met Plácido Domingo & Sissel Kyrkjebø |
| 20 Chansons d'or                                            | 1998                  | 21-11-1998            | 30              | 11           | Goud                                  |
| Duos                                                        | 2008                  | 20-12-2008            | 68              | 4            | Goud                                  |
| Het allerbeste van                                          | 2010                  | 06-11-2010            | 16              | 45*          | Verzamelalbum                         |
| Toujours                                                    | 26-08-2011            | 10-09-2011            | 44              | 4            |                                       |
| 90e anniversaire                                            | 21-05-2014            | 23-05-2014            | 98              | 11           |                                       |
| Encores                                                     | 08-05-2015            | 16-05-2015            | 72              | 3            |                                       |
| Collected                                                   | 08-10-2018            | 13-10-2018            | 6               | 12*          |                                       |
| Les 50 plus belles chansons                                 | 24-10-2018            | 03-11-2018            | 65              | 5*           |                                       |

### Singles
| Single met eventuele hitnotering(en) in de Nederlandse Top 40 | Datum van verschijnen | Datum van binnenkomst | Hoogste positie | Aantal weken | Opmerkingen              |
| ------------------------------------------------------------- | --------------------- | --------------------- | --------------- | ------------ | ------------------------ |
| Esperanza                                                     | 1962                  | -                     |                 |              |                          |
| Les comédiens                                                 | 1963                  | -                     |                 |              |                          |
| For me... formidable                                          | 1963                  | -                     |                 |              |                          |
| La mamma                                                      | 1964                  | -                     |                 |              |                          |
| Yesterday when I was young                                    | 1970                  | 19-12-1970            | 3               | 11           | #2 in de Single Top 100  |
| The old fashioned way                                         | 1973                  | 06-10-1973            | 4               | 11           | #5 in de Single Top 100  |
| To die of love                                                | 1974                  | 12-01-1974            | tip16           | -            |                          |
| She                                                           | 1974                  | 03-08-1974            | 18              | 8            | #24 in de Single Top 100 |
| The 'I love you' song                                         | 1975                  | 11-01-1975            | tip10           | -            |                          |
| Mes emmerdes                                                  | 1976                  | 26-06-1976            | 27              | 5            | #25 in de Single Top 100 |
| J'ai vu Paris                                                 | 1978                  | 11-02-1978            | tip15           | -            |                          |

| Single met hitnotering(en) in de Vlaamse Ultratop 50 | Datum van verschijnen | Datum van binnenkomst | Hoogste positie | Aantal weken | Opmerkingen |
| ---------------------------------------------------- | --------------------- | --------------------- | --------------- | ------------ | ----------- |
| La mamma                                             | 1964                  | 01-02-1964            | 15              | 4            |             |
| Que c'est triste Venise                              | 1964                  | 01-10-1964            | 7               | 12           |             |
| La bohème                                            | 1966                  | 22-01-1966            | 18              | 4            |             |
| Yesterday, when I was young                          | 1971                  | 23-01-1971            | 9               | 8            |             |
| The old fashioned way                                | 1973                  | 03-11-1973            | 18              | 9            |             |
| She                                                  | 1974                  | 03-08-1974            | 12              | 12           |             |

### NPO Radio 2 Top 2000
| Nummers met noteringen in de NPO Radio 2 Top 2000 | '99  | '00  | '01  | '02  | '03  | '04  | '05  | '06  | '07  | '08  | '09  | '10  | '11  | '12  | '13  | '14  | '15  | '16 | '17 | '18 | '19 | '20 | '21 | '22  | '23  | '24  |
| ------------------------------------------------- | ---- | ---- | ---- | ---- | ---- | ---- | ---- | ---- | ---- | ---- | ---- | ---- | ---- | ---- | ---- | ---- | ---- | --- | --- | --- | --- | --- | --- | ---- | ---- | ---- |
| For me… formidable                                | -    | -    | -    | -    | -    | -    | -    | 1909 | 1882 | -    | -    | -    | -    | -    | 1543 | 1951 | 1746 | -   | -   | -   | -   | -   | -   | -    | -    | -    |
| La bohème                                         | -    | -    | -    | -    | -    | -    | -    | -    | -    | -    | -    | -    | -    | -    | -    | -    | -    | -   | -   | -   | -   | -   | 278 | 315  | 364  | 355  |
| La mamma                                          | 1112 | -    | 1467 | 1298 | 1297 | 1175 | 1044 | 831  | 763  | 923  | 1018 | 1108 | 1176 | 1393 | 1294 | 1499 | 1374 | -   | -   | -   | -   | -   | -   | -    | -    | -    |
| She                                               | 343  | 1079 | 542  | 229  | 236  | 175  | 183  | 149  | 118  | 147  | 141  | 140  | 158  | 210  | 169  | 137  | 143  | 169 | 196 | 174 | 242 | 205 | 178 | 292  | 360  | 356  |
| The old fashioned way                             | 997  | -    | 1515 | 1049 | 1268 | 1242 | 1000 | 1163 | 1204 | 1175 | 1584 | 1540 | 1791 | -    | 1843 | -    | -    | -   | -   | -   | -   | -   | -   | -    | -    | -    |
| Yesterday, When I Was Young                       | 1090 | -    | 1338 | 940  | 778  | 961  | 704  | 721  | 545  | 697  | 812  | 844  | 1027 | 1021 | 629  | 872  | 799  | 833 | 995 | 621 | 916 | 739 | 650 | 1040 | 1173 | 1154 |

1. ↑  Een '-' betekent dat het nummer niet was genoteerd en een vetgedrukt getal geeft de hoogste notering van een nummer aan.

### Dvd's
| Muziek-dvd met eventuele hitnotering(en) in de Nederlandse Muziek Dvd Top 30 | Datum van verschijnen | Datum van binnenkomst | Hoogste positie | Aantal weken | Opmerkingen |
| ---------------------------------------------------------------------------- | --------------------- | --------------------- | --------------- | ------------ | ----------- |
| Aznavour live - Palais des sports 2015                                       | 2015                  | 19-12-2015            | 17              | 7            |             |

## Bekende nummers
- Une enfant (de seize ans) (door Lennaert Nijgh vertaald en door Boudewijn de Groot gezongen als Een meisje van 16)
- La mamma (meer dan een miljoen verkochte exemplaren; in het Nederlands bekend geworden door de versie van Corry Brokken en ook gezongen door onder meer Ray Charles)
- Comme ils disent (haalde indertijd het nieuws, het onderwerp is het leven als travestiet)
- She (gecoverd door onder anderen Elvis Costello, gebruikt in de film Notting Hill met onder anderen Hugh Grant en Julia Roberts), ook gezongen door Peter Paul Muller als Martin Morero in de film Gooische Vrouwen
- The old fashioned way (zowel met She als met dit Engelstalige nummer had hij veel succes in het Verenigd Koninkrijk)
- Hier encore (in het Engels Yesterday when I was young; opgenomen door Bing Crosby en vele andere internationale artiesten)
- La bohème
- Plus Bleu (met Édith Piaf)
- Le Cabotin
- Je n'ai rien oublié
- Mes emmerdes
- For me, formidable
- Tu te laisses aller (in het Nederlands vertolkt als Mijn ideaal door Corry Brokken)

## Publicaties (in het Nederlands)
- Matthijs van Nieuwkerk: Aznavour. De beste zanger die ooit geleefd heeft. Amsterdam, Uitgeverij Carrera, 2015. ISBN 978-90-488-2924-8
- Ignace Schretlen: Alles eindigt met een lied. Georges Moustaki, Charles Aznavour, Barbara, Gilbert Bécaud, Jean Ferrat. Westbroek, Harlekijn, 1981. ISBN 90-6386-027-7
- Charles Aznavour: Aznavour over Aznavour. Vert. uit het Frans door Maartje Bijl. Haarlem, Gottmer, 1973. ISBN 90-257-0177-9
- Chansons van nu. George Brassens, Jacques Brel, Jacques Prévert, Gilbert Bécaud, Charles Trenet, Charles Aznavour, Guy Béart, Anne Sylvestre. Vert. uit het Frans en ingel. door Ernst van Altena.

- Bibsys: 864
- Biblioteca Nacional de Chile: 000234642
- Biblioteca Nacional de España: XX1117010
- Bibliothèque nationale de France: cb118897411 (data)
- CiNii: DA04965392
- Gemeinsame Normdatei: 118651331
- International Standard Name Identifier: 0000 0001 2320 9016
- Library of Congress Control Number: n85094806
- Nationale Bibliotheek van Letland: 000066932
- MusicBrainz: 5f264b87-d5f6-487d-aa3e-ae4c5f0c6fc9
- Bibliotheek van het Japanse parlement: 00914085
- Nationale Bibliotheek van Tsjechië: jn19990000337
- Nationale bibliotheek van Australië: 35011413
- Nationale Bibliotheek van Israël: 987007462842905171
- Nationale Bibliotheek van Polen: a0000001995759
- Nationale en Universitaire bibliotheek Zagreb: 000576040
- Nederlandse Thesaurus van Auteursnamen: 068963173
- Istituto Centrale per il Catalogo Unico: PALV013923
- SNAC: w6rr2q88
- Système universitaire de documentation: 028635280
- Trove: 788986
- Virtual International Authority File: 64001137
- WorldCat: E39PBJmXPpRQDvcBwmxXGdp773